# Віддання пасхи
Віддання Пасхи — перехідне свято християн візантійського обряду, яке відзначається в 39-й день після Пасхи, коли закінчується святкування Христового Воскресіння. 

## Особливості відзначення
День Віддання свята Пасхи відзначається в церквах візантійського обряду в середу шостого тижня після Великодня напередодні одного з дванадцяти найбільших християнських свят — Вознесіння Господнього. За Типіконом у цей день закінчується святкування Воскресіння Христового. Підставою відзначення дня напередодні Вознесіння слугує оповідь з Діянь святих апостолів , згідно з якою воскреслий Христос сорок днів перебував на землі, після чого вознісся на небо. День віддання свята Пасхи відзначає останній день земного перебування Христа, коли Той перебував з учнями і проповідував про Царство Небесне.
У цей день в церквах візантійського обряду і вранішнє, й вечірнє богослужіння  здійснюються за великоднім чином при повному освітленні храму зі свічками, кадилом, співом пасхальних стихир і великим славослів'ям. Літургія завершується останнім у цьому циклі пасхальним хресним ходом. Після літургії священнослужителі знімають Плащаницю, яка з утрені в день Воскресіння Христового знаходилася на Престолі, і підвішують на стіну у вівтарі або кладуть її до спеціально влаштованої для її зберігання скрині-ковчегу («гробниці»).  З цього дня православні та греко-католики припиняють вітатися пасхальним привітанням «Христос Воскрес!» — «Воістину Воскрес!», яке використовується протягом сорока днів святкування пасхальних свят. Віддання Великодня – останній день в цьому році, коли в храмах лунають пасхальні піснеспіви.